# Починовка
Починовка (каз. Починов) — бывшее село в Узункольском районе Костанайской области Казахстана. Включено в состав соседнего села Белоглинка в 2014 году. Входило в состав Петропавловского сельского округа. Код КАТО — 396649600.
У южной границы села расположено озеро Федосово, в 2,5 км к востоку — озеро Большое Клюшино.

## Население
В 1999 году население села составляло 112 человек (62 мужчины и 50 женщин). По данным переписи 2009 года, в селе проживало 29 человек (14 мужчин и 15 женщин).

## Известные уроженцы
- Чирков, Александр Павлович (1928—1976) — Герой Социалистического Труда.